# Ville-Dommange
Ville-Dommange è un comune francese di 429 abitanti situato nel dipartimento della Marna nella regione del Grand Est.

## Società

### Evoluzione demografica
Abitanti censiti